# Проквестор
Проквестор (лат. proquaestor, pro quaestore) — должность промагистрата, или специальный термин для должности квестора, существовавший в Республиканском Риме, и обозначающая лицо, замещающее отбывшего со своего поста или умершего квестора. Так же именовался квестор, чья квестура была продлена (лат. prorogare). В Имперском Риме данная должность не зафиксирована.